# Voor eens & voor altijd
Voor eens & voor altijd is een praatprogramma dat uitgezonden werd op de Vlaamse openbare omroep Canvas. Het programma werd gepresenteerd door Tom Lenaerts en Michiel Devlieger en geproduceerd door productiehuis Woestijnvis. Het liep acht weken na elkaar, telkens op vrijdagavond. De eerste uitzending was te zien op 13 maart 2009.
Elke week werden er twee gasten uitgenodigd: één politicus en één gast uit een ander maatschappelijk domein. De uitzending begon met de aankondiging van het einde van het programma en dan werd het beeld versneld teruggespoeld met enkele onderbrekingen naar het begin van de uitzending, waarna het vraaggesprek van start ging. De gesprekken waren afwisselend komisch en dan weer ernstig. De gasten werden ook geconfronteerd met een filmfragment van zichzelf dat ze nooit meer willen terugzien. De gasten leverden na de uitzending commentaar in de coulissen over wat ze dachten op bepaalde momenten tijdens het gesprek en deze stukjes werden dan in de uitzending gemonteerd en hadden het effect dat je de gedachten hoorde van een gast op een bepaalde situatie. De laatste uitzending was op 1 mei 2009, en bij uitzondering sloot men de reeks af zonder politicus, doch met een geestelijke. Er werd geen tweede seizoen gemaakt.

## Gasten
- Aflevering 1, 13 maart 2009 : Jo Vandeurzen en Wendy Van Wanten
- Aflevering 2, 20 maart 2009 : Caroline Gennez en Eddy Planckaert
- Aflevering 3, 27 maart 2009 : Jean-Marie Dedecker en Kathleen Cools
- Aflevering 4, 3 april 2009 : Bart De Wever en Carl Huybrechts
- Aflevering 5, 10 april 2009 : Yves Leterme en Bart Peeters
- Aflevering 6, 17 april 2009 : Bert Anciaux en Kamagurka
- Aflevering 7, 24 april 2009 : Mieke Vogels en Rik Torfs
- Aflevering 8, 1 mei 2009 : Godfried Danneels en Urbanus